# Darren Walsh
 Darren Walsh  (nacido el 16 de enero de 1989) es un tenista profesional británico. 

## Carrera
Su mejor ranking individual es el N.º 1377 alcanzado el 18 de junio de 2012, mientras que en dobles logró la posición 150 el 20 de julio de 2015.
No ha logrado hasta el momento títulos de la categoría ATP ni de la ATP Challenger Tour, aunque sí ha obtenido varios títulos Futures tanto en individuales como en dobles.

## Títulos

### Challenger

#### Dobles
| Leyenda               | Ganados | Perdidos |
| --------------------- | ------- | -------- |
| ATP Challenger Series | 1       | 0        |

| N.º | Fecha      | Torneo                | Superficie | Pareja         | Rivales en la final         | Resultado         |
| --- | ---------- | --------------------- | ---------- | -------------- | --------------------------- | ----------------- |
| 2.  | 21.02.2015 | Challenger de Morelos | Dura (i)   | Ruben Gonzales | Emilio Gómez Roberto Maytín | 4–6, 6–3, [12–10] |